# Secuestro en Cúa
El Secuestro en Cúa fue una toma de rehenes ocurrida el domingo 5 de abril de 1998 en Cúa, Venezuela, cuando el joven de 18 años, Héctor Duarte intentó asaltar una panadería con una pistola. Después de que el robo fuese frustrado por la policía municipal y de un breve enfrentamiento, Duarte tomó a una rehén, amenazando con matarla en el lugar. El enfrentamiento y la toma de la rehén terminaron después de siete horas cuando un francotirador de la Brigada de Acciones Especiales (BAE) de la PTJ le dispara a Duarte en la cara, matándolo instantáneamente y salvando a la rehén. Su muerte gráfica fue grabada en televisión. El fracaso de las operaciones de rescate en la Tragedia de San Román en 1995 y el Secuestro de Terrazas del Ávila en 1996 fueron determinantes para el entrenamiento del grupo BAE y el éxito en la operación de rescate del Secuestro de Cúa.

## Secuestro
El incidente ocurrió el domingo 5 de abril de 1998, cuando el joven de 18 años Héctor Duarte Bahamonte intentó robar una panadería con una pistola y bajo el efecto de estupefacientes en Cúa, aproximadamente a 50 km de Caracas, mientras buscaba dinero para comprar narcóticos. Luego de ser sorprendido por la policía municipal y de un tiroteo con la comisión policial, donde resultó herido en el brazo, Duarte huyó a un conjunto residencial cercano y tomó como rehenes a una señora de 44 años, Nancy López, y a su familia. Héctor le disparó a dos de sus rehenes, dejándolos heridos en el noveno piso, uno de los cuales era un niño de 9 años. Acto seguido salió del edificio con López, apuntándole en la cabeza con la pistola y amenazando con matarla a menos que recibiera un vehículo que pudiese usar para escapar. Duarte planeaba huir a Caracas. La policía estableció un perímetro en la zona y empezó los intentos de negociación con Duarte. El comisario y jefe del grupo BAE en ese entonces, Iván Simonovis, se encargó de la operación de rescate de Nancy.
Durante el enfrentamiento, Héctor habló con su madre por el teléfono celular de un policía. A pesar de amenazar con matarla, López se mantuvo calmada durante el secuestro. La policía intentó reiteradamente negociar y convencer a Héctor de rendirse pacíficamente, pero él rechazó repetidamente los esfuerzos. Finalmente un francotirador de la policía disparó un solo tiro contra la cara de Duarte, quien murió instantáneamente. López se libró asustada y aturdida, pero solo con heridas menores.

## Desenlace
Héctor fue llevado a una ambulancia, pero había muerto en el acto. Nancy escapó sólo con heridas menores, y los otros dos rehenes heridos sobrevivieron después de ser llevados al hospital. Se informó que todas las víctimas estaban a salvo y recuperándose. La policía estaba segura de que no había otra manera de terminar la toma de rehenes además de dispararle a Duarte. López fue entrevistada al día siguiente del secuestro, afirmando que había nacido de nuevo por la experiencia y pidiéndole a Dios que perdonase a Duarte.
En su autobiografía El prisionero rojo, Iván Simonovis comparó el secuestro y tomas de rehenes pasadas en Venezuela con la Masacre de Múnich, en la cual después del operativo de rescate fallido por parte de la Policía Federal Alemana y de las muertes de once atletas israelíes en 1972 se creó la unidad antiterrorista GSG9, en la cual se entrenó el BAE y que más adelante realizó la operación de asalto en el aeropuerto de Mogadiscio, rescatando a todos los rehenes, explicando que después del fracaso de los rescates en San Román y Terrazas del Ávila se elaboraron manuales para situaciones de rehenes basados en las experiencias vividas y los protocolos internacionales de actuación, incluyendo planificación, despliegue, logística, cuerpo de mando, uso de fuerza y control de medios, los cuales fueron determinantes en el éxito del rescate en el Secuestro de Cúa.

## Cultura popular
La muerte de Duarte fue grabada en vivo por periodistas. La escena ha sido mostrada en televisión y en varios documentales sobre crimen, incluyendo el shockumentary Banned! In America y la película de 1998 Banned from Television. Ambas películas informaron la ubicación de la toma de rehenes equivocadamente. Banned! In America informó que el secuestro tuvo lugar en Caracas, mientras que Banned from Television informó que ocurrió en Bogotá, Colombia.
En junio de 2017, el video del enfrentamiento de Duarte se hizo viral en India, ya que se informó erróneamente que se trataba de un francotirador de la policía terrorista de ISIS en España. Publicaciones en redes sociales y WhatsApp afirmaron que el video era de un terrorista abatido en España. Sitios web como BoomLive y The Quint publicaron artículos desmintiendo la historia y confirmando que había ocurrido en 1998.
Imágenes de archivo del secuestro y de su resolución son incluidas en el documetal de 2023 La prisión de mi padre, sobre el comisario Iván Simonovis.